# 湊長安
湊 長安（みなと ちょうあん、天明6年（1786年） - 天保9年6月9日（1838年7月29日））は、蘭学者。

## 略歴
- 1786年（天明6年） - 陸奥国牡鹿郡湊村（現・宮城県石巻市）に生まれる。
- 江戸で吉田長淑の門弟となる。
- 大槻玄沢の下で蘭方医学を修業する。
- 江戸で医業を開業する。
- 1822年（文政5年） - 長崎で吉雄幸載らに学ぶ。
- 1823年（文政6年） - 岡研介らと共にシーボルトの門弟となる。
- 1824年（文政7年） - 鳴滝塾に入塾。
- 1825年（文政8年） - 江戸に参府するシーボルトに随行する。
  - 江戸日本橋石町で医業を再開する。
- 篠山藩主から召されて篠山藩医となり、傍ら丹晴堂を開塾し門下生を教授する。
- 1837年（天保8年） - この頃から幕府天文台出役となって『厚生新編』の翻訳に携わる。
- 1838年（天保9年）7月29日 - 死去する。享年53 墓所は東京都渋谷区神宮前の竜巌寺。

## 弟子
- 小池仲郁 - 蘭方医、米沢藩医、庄内藩医
- 秋山義方 - 眼科医

## 著作物

### 著訳書
- 『至母爾篤筆授略説』
- 『悉之勃爾咄』
- 『失以勃児杜験方録』
- 『丹晴堂随筆』

### 共訳著
- 『厚生新編』

### 書簡
- 『五十嵐喜徳宛』 早稲田大学図書館

### 音訳文・翻訳文
- 『シーボルトの賞状』 島根大学付属図書館